# Aethiopien
Aethiopien (grekiska Αιθιοπία) betecknade under antiken folken som levde omedelbart söder om det antika Egypten, närmare bestämt i det område som nu kallas Nubien.
Homeros skriver om de länder han känner till Mindre Asien och Grekland, dock har han hört omtalas även några andra såsom Thrakien, Fenikien, några öar i västra Medelhavet, Egypten, Libyen och Aethiopien, med vilket sistnämnda namn han betecknar dels ett land i den yttersta västern, dels ett i den yttersta östern.